# .cg
.cg је највиши Интернет домен државних кодова (ccTLD) за Републику Конго. Администриран је од стране ONPT Congo и Interpoint Switzerland.